# Reichsabgabe
Die Reichsabgaben im Post- und Telegraphenverkehr gab es von 1916 bis 1919. Sie wurde während des Ersten Weltkrieges durch das „Gesetz vom 21. Juni 1916 betr. eine mit dem Post- und Telegraphengebühren zu erhebende außerordentliche Reichsabgabe“ eingeführt.
Die Reichsabgabe machte sich als erste allgemeine Erhöhung der Postgebühren seit dem Bestehen des Deutschen Reichs bemerkbar, obwohl die Einnahmen aus der Abgabe keine Einnahmen der Reichspostverwaltung bildeten, sondern der Reichskasse unmittelbar zuflossen (Verrechnung im Haushalt der Allgemeinen Finanzverwaltung). Die eigentümliche Form der Reichsabgabe als Gebührenzuschlag wurde mit Rücksicht auf die Dringlichkeit des Geldbedarfs gewählt, um die zeitraubenden Vorermittlungen für eine grundsätzliche Tarifumgestaltung bei den drei beteiligten Postverwaltungen (Reichspost, Bayern und Württemberg) zu vermeiden und auch die inneren Gebühren vom Königreich Bayern und Königreich Württemberg mit zu erfassen. Außerdem ließen sich die Zuschläge ohne Neufestsetzung der Gebühren wieder aufheben. Die mit den Postgebühren erhobene Reichsabgabe betraf nur die Hauptgattungen der Postsendungen, die eine Belastung am ehesten zu vertragen schienen und den nötigen Ertrag versprachen. Gebührenfreie Sendungen und der größte Teil der Feldpostsendungen waren davon befreit. Auslandssendungen konnten ihr, der bestehenden Verträge wegen, nur unterworfen werden, soweit sich die beteiligten Staaten damit einverstanden erklärten. Reichsabgaben wurden im Auslandsverkehr daher nur im Verkehr mit Österreich, Ungarn, Liechtenstein und Luxemburg erhoben. Verrechnet wurde die Steuer durch gewöhnliche Postfreimarken.
Die Reichsabgabe wurde ebenfalls mit den Postanstalten im Generalgouvernement Warschau und im Postgebiet des Oberbefehlshabers Ost (Baltische Länder und Litauen) erhoben.
Die Reichsabgabe wurde am 18. Juni 1917 geändert und durch das „Gesetz, betr. Abänderung des Gesetzes betr. eine mit dem Post- und Telegraphengebühren zu erhebende außerordentliche Reichsabgabe, vom 26. Juli 1918“ noch erhöht; sie fand ihr Ende mit dem „Gesetz über Postgebühren vom 8. September 1919“.

## Tabelle

### Preisentwicklung
| Postsendung                    | ab 1. Juli 1906 | ab 1. August 1916 | ab 1. Oktober 1918 |
| ------------------------------ | --------------- | ----------------- | ------------------ |
| Brief (Ortsverkehr)            | 5 Pfennig       | 7½ Pfennig        | 10 Pfennig         |
| Postkarte (Ortsverkehr)        | 5 Pfennig       | 7½ Pfennig        | 7½ Pfennig         |
| Brief bis 20 g (Inland)        | 10 Pfennig      | 15 Pfennig        | 15 Pfennig         |
| Postkarte (Inland)             | 5 Pfennig       | 7½ Pfennig        | 10 Pfennig         |
| Drucksache (Inland) bis 50 g   | 3 Pfennig       | 3 Pfennig         | 5 Pfennig          |
| Brief bis 20 g (International) | 20 Pfennig      | 20 Pfennig        | 20 Pfennig         |
| Postkarte (International)      | 10 Pfennig      | 10 Pfennig        | 10 Pfennig         |

### Briefmarken
Für die entsprechenden Briefmarken siehe den Briefmarken-Jahrgang 1905 der Deutschen Reichspost, die Marken blieben unverändert bis 1915 gültig. Alle zwischen 1916 und 1918 herausgegebenen Marken stammen aus der Dauermarkenserie Germania, welche von Paul Eduard Waldraff gestaltet wurde (siehe nachfolgende Tabelle). Die letzten Marken mit der Reichsabgabe erschienen im Briefmarken-Jahrgang 1919 der Deutschen Reichspost. Alle Marken behielten ihre Gültigkeit bis zum 31. Oktober 1922, die Auflage ist nicht bekannt.
Am 28. Juli 1916 erschienen folgende drei Werte:

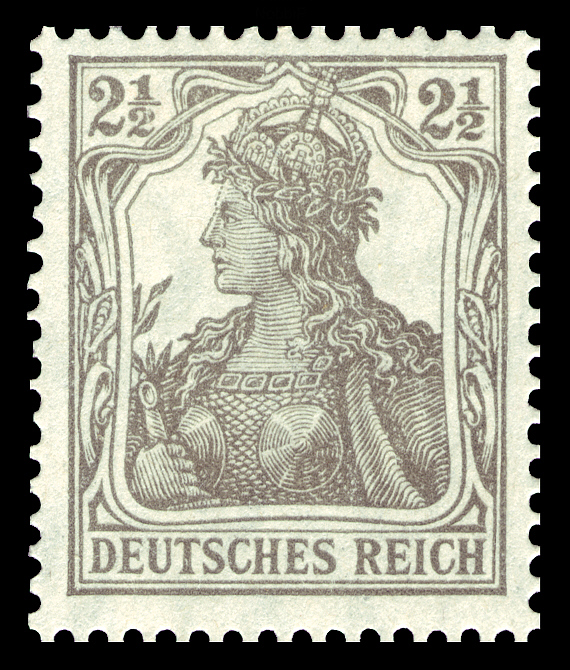
2 ½ Pfennig; Michel-Nr.: 98
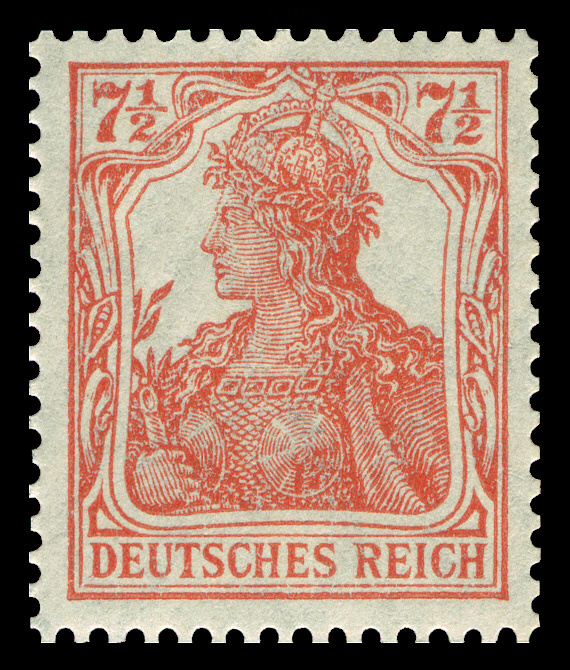
7 ½ Pfennig; Michel-Nr.: 99
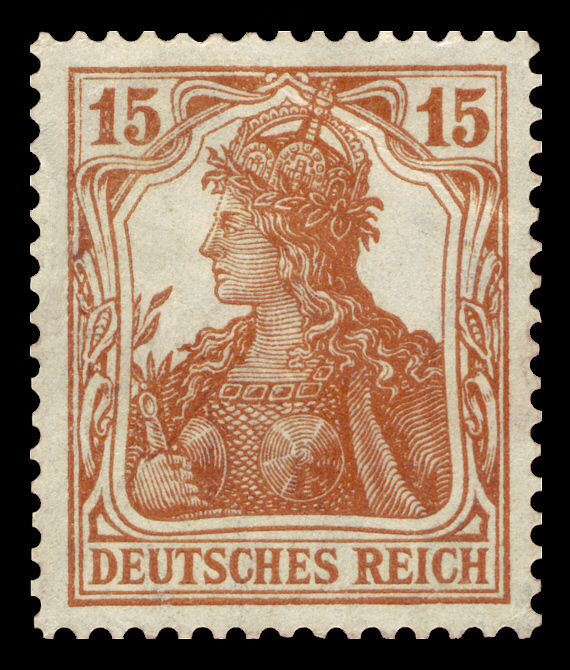
15 Pfennig; Michel-Nr.: 100

Briefmarken-Jahrgang 1917 der Deutschen Reichspost

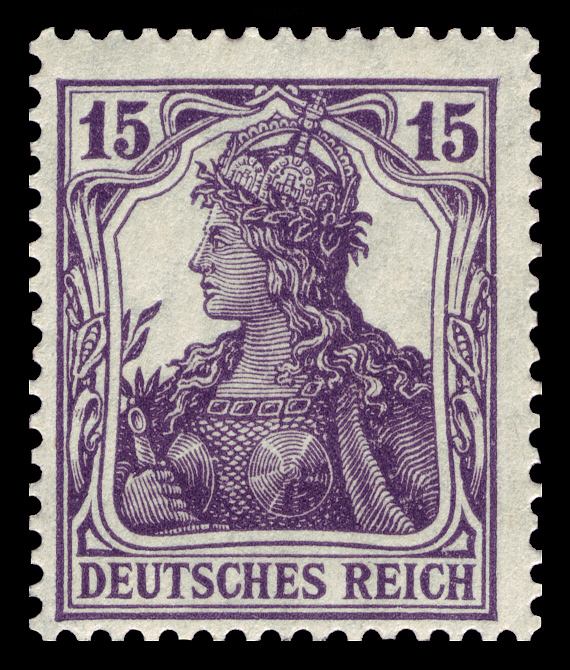
15 Pfennig; Michel-Nr.: 101

Am 1. Oktober 1918 erschien eine weitere Marke.

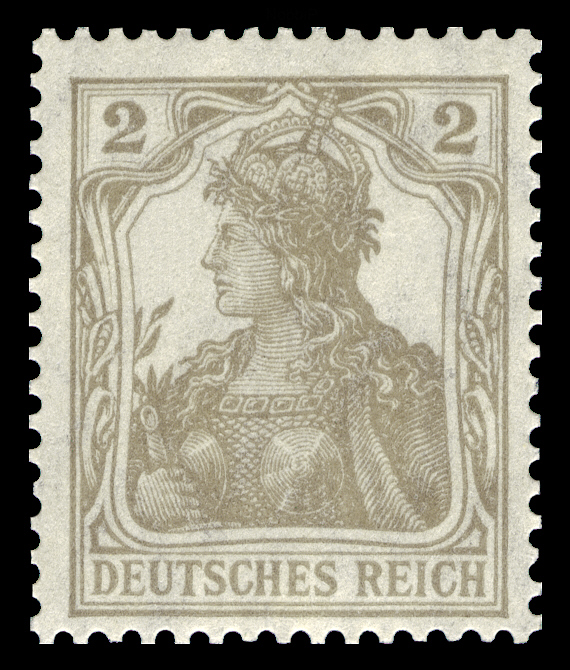
2 Pfennig; Michel-Nr.: 102